# Staré Hutě (Horní Stropnice)
Staré Hutě (německy Althütten) jsou osada, část obce Horní Stropnice v okrese České Budějovice v Jihočeském kraji. Nachází se asi pět kilometrů jižně od Horní Stropnice. Staré Hutě leží v katastrálním území Staré Hutě u Horní Stropnice o rozloze 18,17 km², které je na území přírodního parku Novohradské hory a ptačí oblasti Novohradské hory. V tomto katastrálním území leží také vrchy Vysoká (1034 metrů) a Kuní hora (926 metrů).

## Historie
První písemná zmínka o osadě pochází z roku 1553. Byla zde sklárna. V roce 1921 zde stálo 76 domů a žilo zde 344 obyvatel, z toho 325 Němců. V letech 1938 až 1945 byla ves v důsledku uzavření Mnichovské dohody přičleněna k nacistickému Německu. Během druhé světové války zde byli v lesích pracovně nasazeni ruští zajatci a několik jich zde zemřelo.
Součást Starých Hutí je také osada Mlýnský Vrch a v padesátých letech 20. století zcela zaniklé osady Lukov a Nové Hutě a severní část zaniklé osady Zlatá Ktiš.

## Obyvatelstvo
| Rok            | 1869 | 1880 | 1890 | 1900 | 1910 | 1921 | 1930 | 1950 | 1961 | 1970 | 1980 | 1991 | 2001 | 2011 | 2021 |
| -------------- | ---- | ---- | ---- | ---- | ---- | ---- | ---- | ---- | ---- | ---- | ---- | ---- | ---- | ---- | ---- |
| Počet obyvatel | 504  | 503  | 438  | 439  | 423  | 344  | 362  | 59   | 34   | 50   | 11   | 12   | 13   | 11   | 11   |
| Počet domů     | 85   | 85   | 85   | 86   | 80   | 76   | 80   | 78   | 78   | 9    | 2    | 9    | 6    | 9    | 11   |

## Obecní správa
Při sčítání lidu v letech 1850–1950 Staré Hutě byly samostatnou obcí v okrese Kaplice. Od 4. května 1950 do 11. června 1960 byly osadou obce Hojná Voda, se kterým patřila nejprve do okresu Trhové Sviny, ale od roku 1960 v okrese České Budějovice. Od 12. června 1960 jsou částí obce Horní Stropnice v okrese České Budějovice. Pod obec Staré Hutě patřily: Staré Hutě, Lukov, část Černého Údolí a část Nových Hutí. V letech 1850–1929 k obci Staré Hutě také patřil  Velký Jindřichov.

## Pamětihodnosti
- Kaple v osadě
- Kaple v bývalém Lukově
- Národní přírodní památka Hojná voda, jedlobukový prales, chráněný již od roku 1838
- Zlatá Ktiš, splavovací nádrž z roku 1789 na potoce Černá
- Mlýnský rybník, u osady Mlýnský Vrch

## Galerie

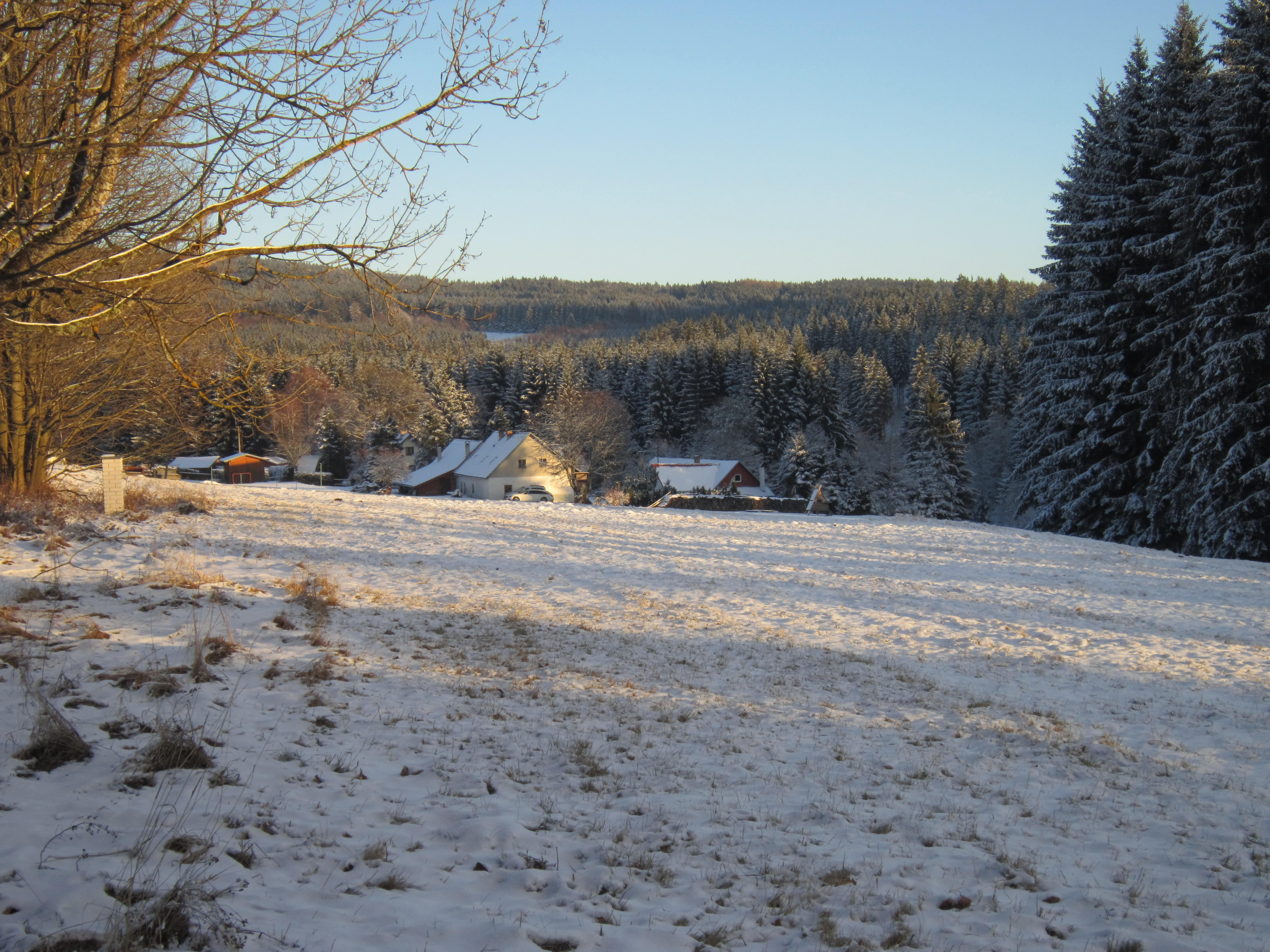
Mlýnský Vrch ze západu
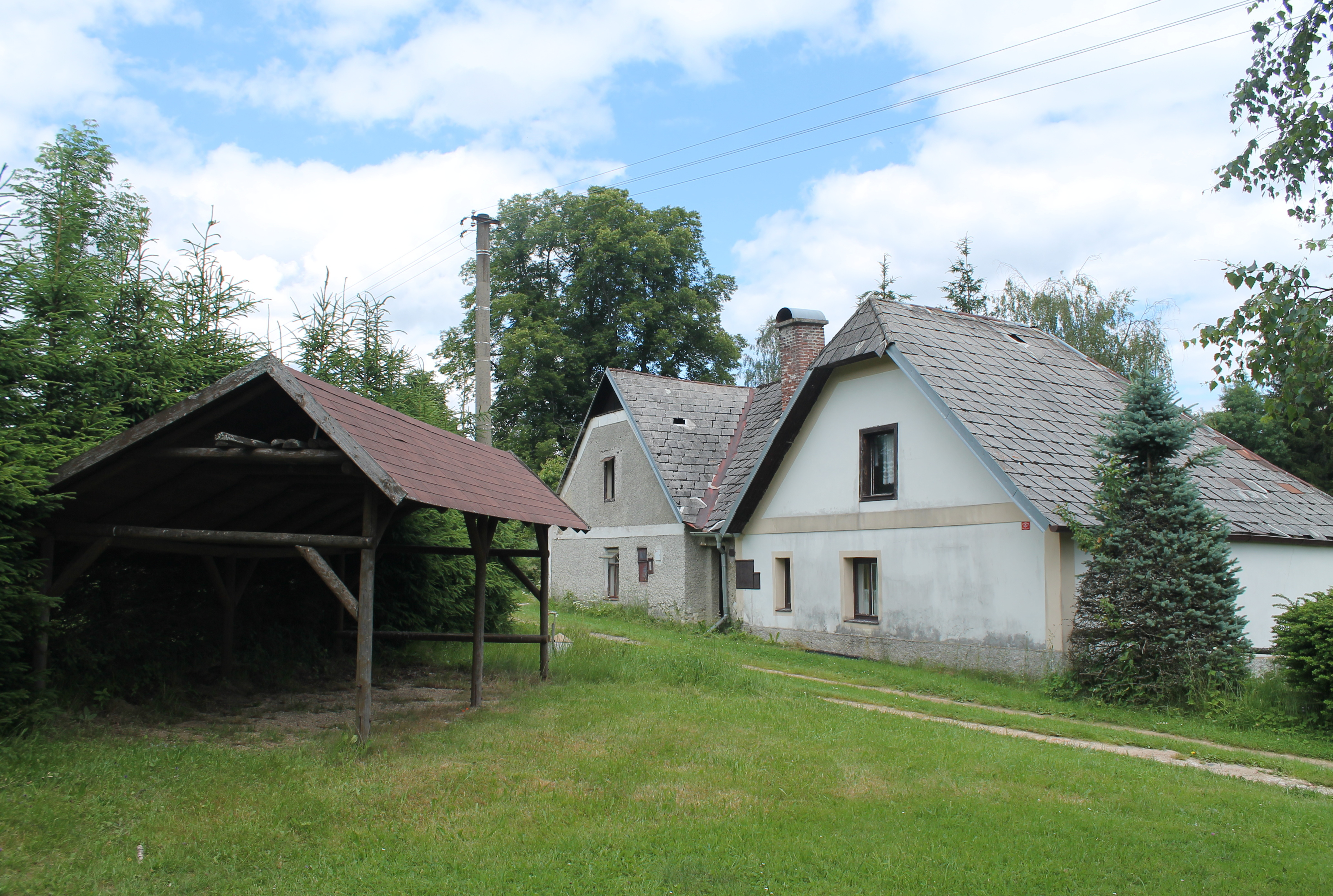
Osada Mlýnský Vrch
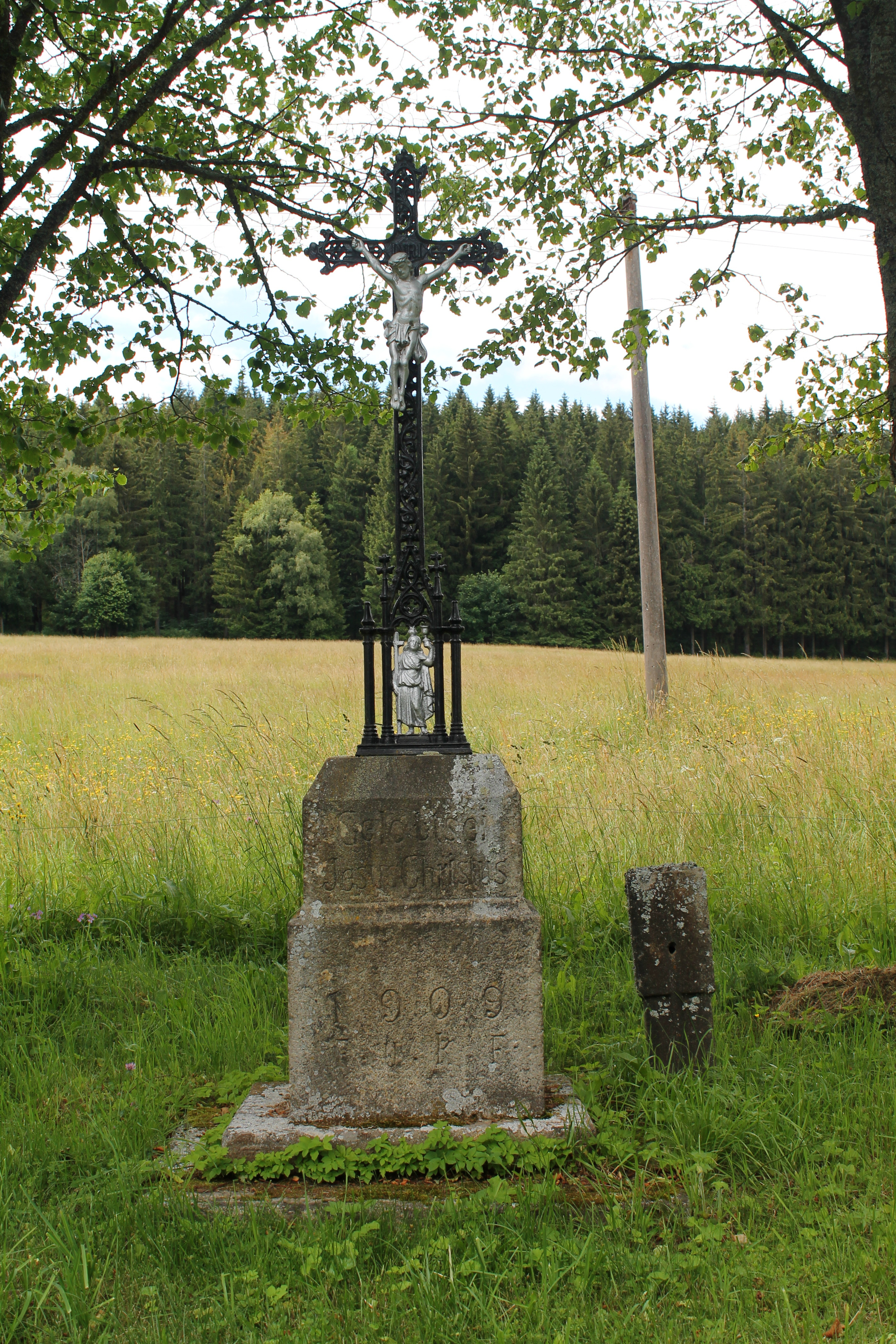
Kříž na Mlýnském Vrchu
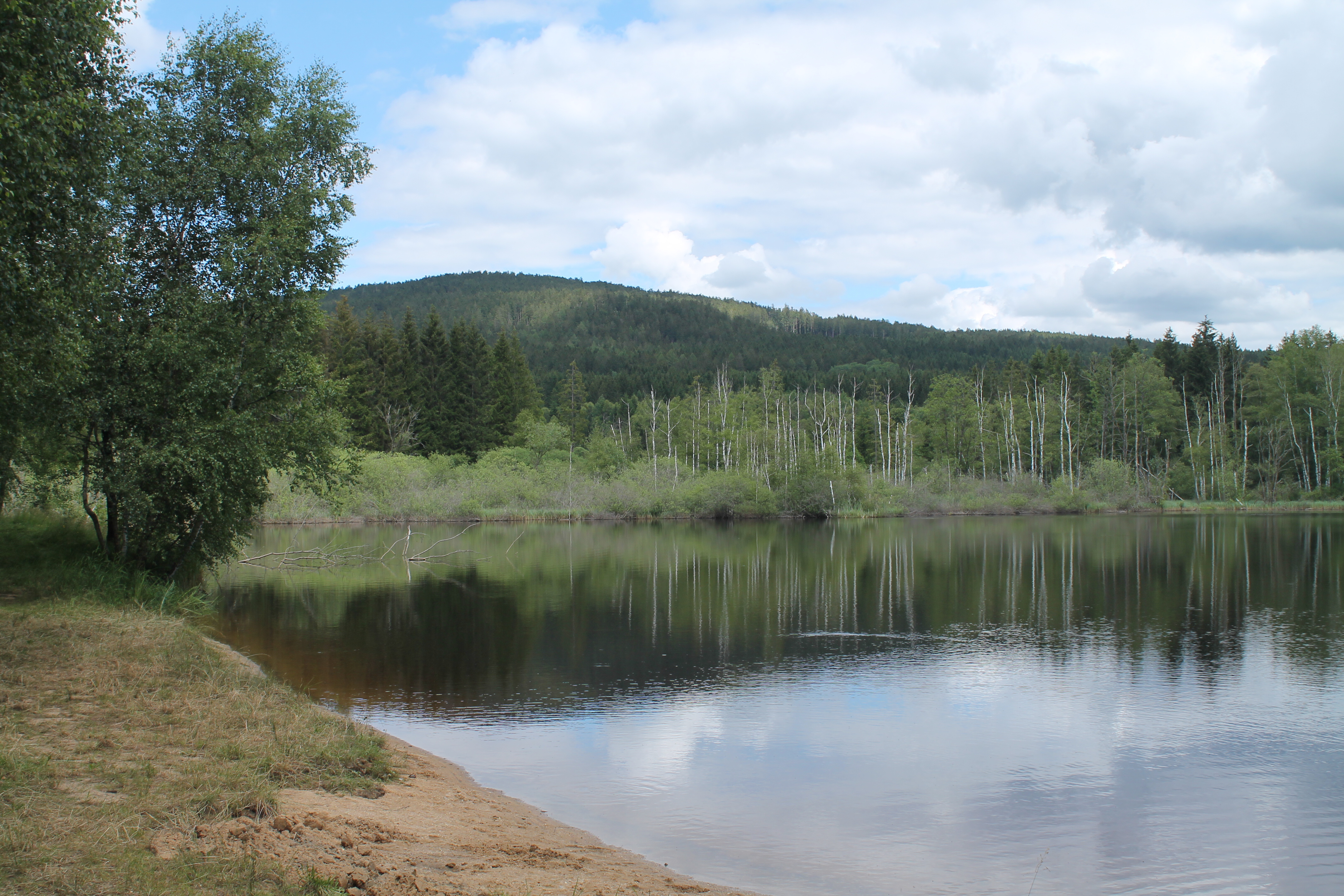
Mlýnský rybník